# Kind aan huis
Kind aan huis is een Nederlandse comedyserie uit 1997 die werd uitgezonden door RTL 4. De serie werd geproduceerd door John de Mol jr. Comedy Central Family zendt de serie vanaf 1 februari 2011 weer uit.

## De serie
De serie draait om Arthur van der Linden, zijn vrouw Connie, hun kinderen Paul, Marijke, Sander en Saskia, schoonzoon Olaf en hun buren Vera en Herman.
Arthur en Connie kijken uit naar het moment waarop alle kinderen de deur uit zijn, maar binnen korte tijd wonen alle kinderen weer thuis. Daarbij vallen de bemoeizieke buren Vera en Herman ook regelmatig binnen. Ze zijn allen "kind aan huis".

## Rolverdeling
| Personage                         | Acteur/actrice    |
| --------------------------------- | ----------------- |
| Arthur van der Linden             | Jules Hamel       |
| Connie van der Linden-Verdaasdonk | Edda Barends      |
| Paul van der Linden               | Kees Boot         |
| Marijke van der Linden            | Pieternel Pouwels |
| Olaf                              | Frans Coppers     |
| Sander van der Linden             | Lex Passchier     |
| Saskia van der Linden             | Annetje van Dijk  |
| Herman                            | Paul Hoes         |
| Vera                              | Ellen Röhrman     |